# 邓惠川
邓惠川（1883年—1940年），原籍四川省荣昌县，民国初到古蔺二郎滩定居。开办惠川槽房酿造烧酒，并配置各种花酒，曾与泸州“爱人堂”花酒齐名。后改造酿造工艺，试制回沙郎酒，历时8年，始获成功，定型为郎酒。